# 1984年11月逝世人物列表
1984年逝世人物列表：1月 - 2月 - 3月 - 4月 - 5月 - 6月 - 7月 - 8月 - 9月 - 10月 - 11月 - 12月
1984年11月逝世人物列表，是用於匯總1984年11月期間逝世人物的列表。

## 依日期排序

### 1日
- 拉蒙·卡斯特羅·希洪，厄瓜多海軍少將兼軍政府主席
- 愛麗絲·克利弗，英國保姆，泰坦尼克號沉沒的倖存者，性格暗殺的受害者
- 利奧波德·揚，奧地利攝影師、畫家和平面藝術家
- 約瑟夫·揚科，德國歌劇演唱家（男高音）
- 阿明·榮玲（Armin Jüngling），德國詩人、醫師
- 諾曼·克拉斯納，美國編劇、劇作家、電影製片人和電影導演
- 格哈德·邁耶，德國歷史學家、圖書館員和（後來的）戈特弗裡德·威廉·萊布尼茨圖書館館長–尼德
- 馬塞爾·莫伊斯，法國長笛演奏家
- 阿爾弗雷德·馮·魯蒙，德國國防軍軍官和社會法院成員
- 保羅·羅西，德國作家和平面藝術家
- 鮑裡斯·蘇瓦林，法國政治活動家和記者

### 2日
- 維爾瑪·瑪吉·巴菲爾德，美國連環殺手
- 伊斯特萬·法裡，匈牙利裔美國數學家
- 利奧波德·豪爾，奧地利畫家
- 托尼·希貝勒，奧地利攝影師、登山家、公關人員
- 埃裡卡·伊貝勒（Erika Iberer），奧地利作家
- 卡爾·克里霍夫，德國作家
- 哈裡·馬尼茨，德國按摩師和醫生

### 3日
- 米勒·安德森，美國服裝設計師
- 阿尔多·多纳蒂，義大利足球運動員
- 海因茨·穆勒-皮爾格拉姆，德國畫家和繪圖員
- 塞爾瑪·羅森菲爾德，德語教師和教授
- 哈羅德·多諾霍，美國政治家

### 4日
- 簡·埃夫拉德	法國指揮家
- 諾曼·格施溫德，美國神經學家和神經科學家
- 喬治·霍尼格曼，德國記者
- 斯基普·馬丁，英國演員
- 弗朗切斯科·穆勒，義大利演員
- 佩爾·施文岑，挪威歌舞表演藝術家和編劇

### 5日
- 格哈德·霍尼克，德國田徑運動員
- 多米安·雅各，比利時體操運動員
- 艾弗·蒙塔古，英國電影製片人、電影剪輯師、電影製片人、影評人、乒乓球運動員、左翼政治家
- 保羅·賴默斯，德國法學家和人民法院法官
- 霍斯特·呂迪格，德國大學講師;波恩大學正教授
- 恩里克·施密特，尼加拉瓜革命家和政治家
- 馬克斯·斯皮爾曼，奧地利畫家、玻璃畫家和雕塑家

### 6日
- 何塞普·安東尼·科德奇，西班牙建築師
- 庫爾特·尼奇，德國兒科醫生和大學講師
- 喬治·西伯特，德國畫家，德國現實主義代表

### 7日
- 阿爾弗雷德·巴雷塞爾，德國音樂評論家和作家
- 庫爾特·德施，德國出版商
- 漢斯·赫特，德國古典語言學家
- 羅爾夫·伊斯默，德國政治家（基民盟），聯邦議院議員
- 弗里德里希·毛雷尔，德國語言學家、語言學家
- 夏洛特·沃爾納-馮·德滕，德國律師、女權活動家和政治家（社民黨），聯邦議院議員

### 8日
- 西里亞科·埃拉斯蒂，西班牙足球運動員
- 漢斯·格裡彭特羅格，德國畫家和製圖員
- 卡爾·榮漢斯，德國電影導演、電影剪輯師和編劇
- 阿爾伯特·海因里希·尼斯特，德國國際象棋作曲家
- 科林·沃爾科特，美國打擊樂手和西塔琴演奏家

### 9日
- 金德里希·弗里茨，捷克國際象棋作曲家
- 威廉·麥克唐納，英國空軍軍官
- 漢斯·彼得森，德國數學家

### 10日
- 甘介侯，中華民國外交官。
- 史丹利·亨利·比弗，英國地理學家，基爾大學教授
- 約翰·喬治·恩斯特·恩格爾哈德，德國物理學家
- 澤維爾·赫伯特，澳大利亞作家和博物學家
- Juozas Mickevičius，立陶宛歷史學家和博物館館長
- 沃爾特·舒爾茨，德國教育家

### 11日
- 戴安國，中華民國政治人物
- 老馬丁·路德·金，美國浸信會牧師、傳教士，民權運動的早期人物
- 雅克·巴赫托爾德（Jacques M.Bächtold），瑞士教學法家、文化推廣者、方言詞典編纂者和方言保管人
- 漢斯·賴夫，德國政治家（FDP），聯邦議院議員
- 理查·蒂爾克，德國政治家（NSDAP），聯邦議院議員，聯邦議院議員，SS-Hauptsturmführer
- 約阿希姆·烏興（Joachim Uhing），德國工程師和企業家

### 12日
- 安東尼奧·德·阿爾梅達·莫賴斯，巴西神職人員，尼泰羅伊大主教
- 克裡斯托弗·布拉斯韋特，來自特立尼達和多巴哥的短跑運動員
- 莫克·德·布勞，荷蘭商業經理和政治家（PvdA）
- 本·呂西安·伯曼，美國記者和作家
- Georg Fischer，德國地質學家、礦物學家和大學講師
- 恩斯特·格森，德國建築師
- 彼得·邁耶，瑞士建築師
- 約瑟夫·潘岑伯克，奧地利政治家（SPÖ），聯邦參議院議員
- 弗朗茨·拉達科維奇，奧地利足球運動員
- 海因里希·蒂萊森，德國刺客

### 13日
- 切斯特·希姆斯，美國作家
- 維爾納·拉迪格斯，德國動物學家和水族館作家
- Bärbel Wachholz，德國流行歌手

### 14日
- 奧托·貝佐爾德，德國律師和政治家（FDP）；巴伐利亞州國務部長
- 阿德瑪律·卡納維西，烏拉圭足球運動員
- 米蘭·哈謝克，捷克斯洛伐克免疫學家
- 亞歷山大·赫加斯，德國演員
- 格雷格·艾恩斯，美國漫畫家和紋身藝術家
- 貝特霍爾德·勒爾，德國外科醫生和大學講師
- 夏洛特·厄爾施拉格爾，德國花樣滑冰運動員
- 阿道夫·裡斯，德國史前學家
- 赫伯特·斯塔爾，德國浸信會神職人員和神學家

### 15日
- 斯蒂芬妮·費，接受動物心臟移植的美國女孩
- 詹姆斯·亨利·菲爾茲，美國鋼琴家
- 赫爾曼·迪茨費爾賓格，德國牧師、神學家和巴伐利亞主教
- 海因茨·迪翠希·肯特，德國舞臺演員和導演
- 布魯諾·瓦爾-伯格，德國演員
- 沃爾特·韋塞爾，德國理論物理學家，海德堡大學教授

### 16日
- Volkmar Borbein（沃爾克瑪律·博爾拜因），德國律師
- 維克·狄更森，美國爵士長號手
- 查理斯·亞當斯·莫舍，美國政治家
- 保羅·波特納，德國作家和翻譯家
- 漢斯·羅斯，德國歷史學家
- 倫納德·羅斯，美國大提琴家
- 詹姆斯·威尔金森，美國電影剪輯師和音響工程師

### 17日
- 魯道夫·埃伯勒，德國經濟學家和政治家（基民盟），聯邦議院議員
- 約亨·胡特（Jochen Huth），德國演員、廣播劇作家和編劇
- 漢斯·基爾布，德國律師
- 奧托·庫塞爾，集中營中的德國囚犯工作人員
- 埃裡希·萊門西克，德國教育家和進步教育家
- 維爾納·米爾奇，德國律師和國防軍軍官
- 尤里·莫爾，愛沙尼亞電影導演和編劇
- 揚·諾瓦克，捷克作曲家
- 弗朗茨·舒茨（Franz Schütz），奧地利政治家（ÖVP），州議會議員
- 馬蒂亞斯·瓦爾登，保守的德國記者

### 18日
- 格裡特·范·巴克爾，荷蘭畫家、傢具設計師和動態藝術的代表
- 奧斯瓦爾多·弗雷塞多，阿根廷探戈音樂家和作曲家
- 梅勒男爵湯瑪斯·鐘斯，威爾士工黨政治家，下議院議員
- 英格堡·尼利烏斯，德國史前史學家
- 亞歷山大·施萊弗，奧地利耶穌誕生場景構建器
- 莫妮卡·斯佩爾，德國作家和記者

### 19日
- 喬治·艾肯，美國政治家
- 賈斯汀·阿爾伯特·德里斯科爾，美國神職人員，法戈主教
- 沃爾特·格雷特，德國生物學家
- 尼古拉·普拉蒂卡諾夫，保加利亞動物學家
- 克利斯蒂安·韋德，奧地利土木工程師

### 20日
- 特里格弗·布拉特利，挪威政治家，第19任挪威首相
- 卡洛·坎帕尼尼，義大利演員
- 馬里奧·塞洛里亞，義大利足球運動員
- 克利斯蒂安·朱爾胡斯，法羅群島政治家
- 法伊茲·艾哈邁德·法伊茲，巴基斯坦烏爾都語詩人
- 奧托·凱爾，德國視覺藝術家和藝術教育家
- 拉烏爾·曼塞利，義大利歷史學家
- 亞歷山大·莫伊澤斯，斯洛伐克作曲家

### 21日
- 麥克斯韋·亨利·格魯克，美國外交官
- 阿爾維茲·詹松斯，拉脫維亞指揮
- 漢斯·克萊因，德國病理學家和大學講師
- 雷蒙德·勒貝格，法國浪漫主義學者和文學學者
- 馬戈戈，南非祖魯公主、作曲家、音樂家、歌手
- 肯尼斯·馬丁，英國畫家和雕塑家
- Joost van Os，荷蘭爵士音樂家
- 曼弗雷德·賴歇爾，瑞士古生物學家和大學講師
- 西蒙·斯庫達莫爾，英國演員
- 本·威爾遜，美國高中籃球運動員

### 22日
- 約翰·吉林，英國電影導演和編劇
- 阿道夫·劳东，奧地利足球運動員
- 尼古拉·瓦西裡耶維奇·托姆斯基，俄蘇雕塑家
- 奧列克西·瓦琴科，烏克蘭-蘇聯政治家，烏克蘭最高蘇維埃主席（1976年-1984年）
- 赫爾穆特·齊默勒，德國律師、經濟學家和當地政治家
- 瑪麗安·佐夫，奧地利女演員和歌劇演唱家（女中音）

### 23日
- 阿部正，日本Aikidō老師
- 保羅·達爾克	德國演員
- 赫爾曼·費舍爾，德國摔跤手
- 阿貝·麥格雷戈·戈夫，美國政治家
- 齊格弗裡德·古滕布倫納，奧地利中世紀學者和大學講師
- 漢娜·豪斯曼-科爾曼，德國畫家和剪影藝術家
- 格哈德·許施，德國歌劇演唱家（抒情男中音）
- 勒內·梅噹（René Métain），德法電影剪輯師

### 24日
- 威廉·安特魯普，德國軍官和飛行員
- 馬克斯·格羅圖森，德國演員、廣播劇和配音演員
- 戈弗雷·里杜特，加拿大作曲家和音樂教育家
- 阿爾伯特·韋爾貝克，德國藝術史學家和環保主義者

### 25日
- 克拉拉·阿舍爾-平霍夫，荷蘭裔以色列教育家和作家
- Yeshwantrao Balwantrao Chavan，印度政治家
- 卡爾·多布勒，瑞士政治家（CVP）
- 吉米·傑克遜，美國賽車手
- 威利巴爾德·穆克，德國政治家（SPD），聯邦議院議員
- 格哈德·施密特，德國政治家（SPD），聯邦議院議員

### 26日
- 約翰內斯·卡斯帕裡，德國政治家（SPD）、大學講師和葛籣茨馬克·波森-西普魯士省省長
- 費爾南多·科雷納，瑞士歌劇演唱家（貝斯）
- 卡羅琳·哈夫納，奧地利畫家
- 伯納德·洛納根，加拿大耶穌會士、神學家和宗教哲學家
- 埃倫特勞特·馮·普拉滕，德國女演員
- 阿爾伯特·維托，德國經理，Neue Heimat董事長

### 27日
- 梅爾文·埃文斯，來自美屬維爾京群島的美國政治家
- 西爾萬·戈德曼，美國商人
- 約瑟夫·葛籣納，奧地利-德國律師、記者和政治家（社民黨）
- 亨德斯凱爾夫的霍華德男爵喬治·霍華德，英國政治家
- 弗朗茨·沙默（Franz Scharmer），奧地利教育家和社會改革家

### 28日
- 亞當·安特斯，德國雕塑家和平面藝術家
- 於爾根·布林克邁爾，德國記者和政治家（社民黨），德國聯邦議院議員，歐洲議會議員
- 弗朗茨·埃利希（Franz Ehrlich），德國建築師和平面藝術家
- 蜜雪兒·埃默，法國作曲家和鋼琴家
- Hubertus，Löwenstein-Wertheim-Freudenberg 親王，德國政治家（DP）和記者
- 吉米·里昂，美國爵士鋼琴家
- 漢斯·斯派德爾，德國將軍

### 29日
- 聖哥達·君特，德國哲學家
- 弗朗茨·雅奇姆，奧地利神職人員，維也納副主教
- 阿恩·福格·佩德森，丹麥政治家（Venstre），教會牧師
- 庫爾特·羅斯納，德國政治家（SED）和薩勒河畔哈勒市市長
- 馬克斯·肖普，瑞士畫家和平面藝術家
- 朱利奧·維奧齊，義大利作曲家、鋼琴家和音樂教育家'

### 30日
- 羅伯托·霍奇，智利足球運動員
- 林有福，新加坡政治家和新加坡首席部長
- 艾蒂安·普里莫（Etienne Primault），瑞士職業官員
- 馬克西米利安·特施納，德國政治家（英國），聯邦議院議員
- 瓊·維尼奧利，加泰羅尼亞詩人
- 阿道夫·瑞格斯，德國畫家
- 三宅二郎，日本足球運動員